# Camel

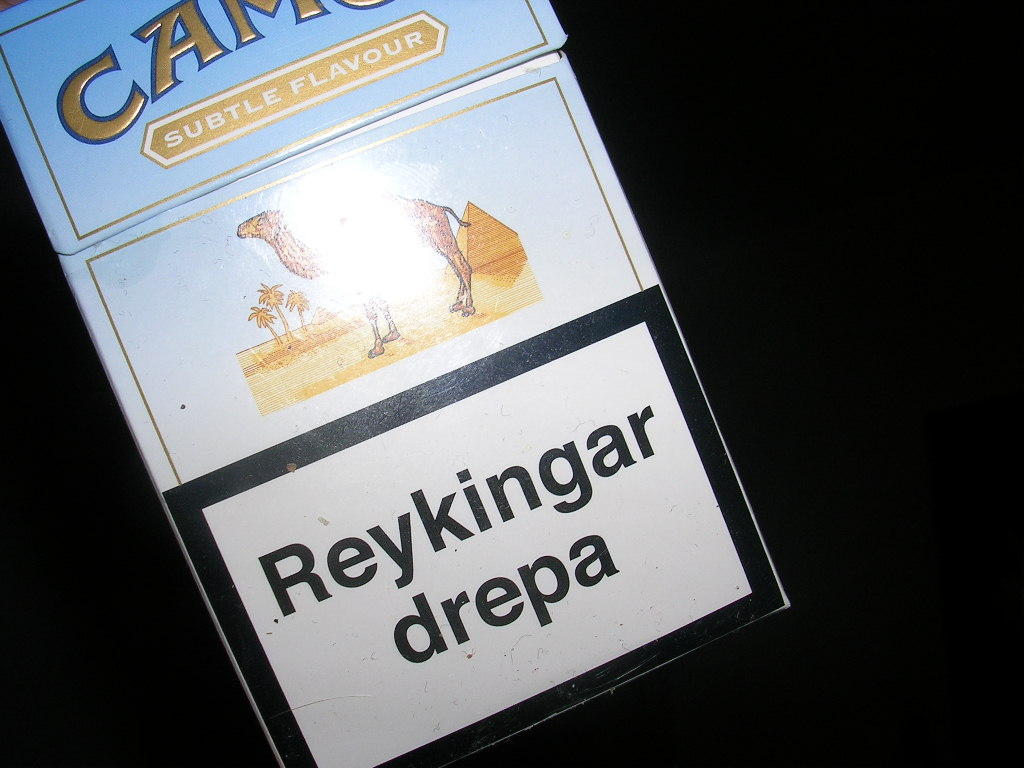
Ett paket Camel med varningstext på isländska.

Camel är ett cigarettmärke som delvis ägs av R.J. Reynolds Tobacco Company. Camel lanserades år 1913 av R.J. Reynolds Tobacco Company. Det första året såldes 1 miljon cigaretter, men redan året efter hade försäljningen stigit till 425 miljoner. Camel är även känt för sina förpackningar som har en bild på en dromedar. Studerar man bilden noga så sägs det att man kan se olika dolda bilder i dromedarens mönster, bland annat Manneken Pis.
År 1999 sålde R.J. Reynolds Tobacco Company rättigheterna till Camel som varumärke och all internationell verksamhet utanför USA till Japan Tobacco. Man kunde dock ännu köpa Camel original utan filter i bland annat Sverige fram till 2015. Dessa är producerade av R.J. Reynolds Tobacco Company.
I och med förbudet för cigarettreklam har Camel även lanserat andra produkter, såsom skor, vilka man istället gjort reklam för.

## Varianter
Camel-cigaretter finns i flera varianter med varierande smak och nikotinstyrka. Följande är de i Sverige förekommande:
- Camel Filters (gul etikett/paket) Tjära 10 mg, Nikotin 0,8 mg, Kolmonoxid 10 mg.
- Camel Original (utan filter, mjukt paket) Tjära 10 mg, Nikotin 1 mg, Kolmonoxid 9 mg
- Camel Blue (blå etikett/paket) Nikotinstyrka Tjära 8 mg, Nikotin 0,6 mg, Kolmonoxid 9 mg
- Camel Silver (silverfärgad etikett/paket) Tjära 4 mg, Nikotin 0,3 mg, Kolmonoxid 5 mg
- Camel Natural Flavour "Subtle Flavor"  (ljusbrunt paket med blåa kanter) Nikotinstyrka Tjära 8 mg, Nikotin 0,7 mg, Kolmonoxid 8 mg
- Camel Natural Flavor "Full flavor"  (mörkbrunt paket med röd/bruna kanter) Nikotinstyrka Tjära 10 g, Nikotin 0,9 g, Kolmonoxid 10 g

Till och med 2020, då ett EU-direktiv förbjudandes cigaretter med mentolsmak trädde i kraft, såldes dessa varianter i Sverige:
- Camel ACTIVATE "Freshness" (blå etikett/paket) Tjära 8 mg, Nikotin 0,6 mg, Kolmonoxid 9 mg. Har en mentolkula i filtret, klämmer man tills det klickar blir det mentolsmak.
- Camel ACTIVATE white ''freshness '''(ljusblå,vit paket ) tjära 8mg nikotin 0,3  kolmonoxid 7 mg. Denna variant har en mentolkula i filtret, klämmer man tills det klickar blir det mentolsmak.